# Aleix Viladot
Aleix Viladot Carames (Encamp, 26 de junio de 1997) es un futbolista andorrano. Juega de defensa. Es internacional absoluto por la selección de Andorra desde 2022.

## Trayectoria
Comenzó su carrera en las inferiores del FC Andorra, donde fue promovido al primer equipo en la temporada 2015-16.
En 2018, Viladot se fue a los Estados Unidos y jugó fútbol universitario para los MCC Tigers, Lakeland Tropics y los UTRGV Vaqueros.
En 2021 se unió al CD Arnedo de la Segunda Federación de España.

## Selección nacional
Es internacional juvenil por Andorra.
Debutó con la selección de Andorra el 16 de noviembre de 2022 ante Austria.

## Clubes
| Club                        | País           | Año       |
| --------------------------- | -------------- | --------- |
| FC Andorra                  | España         | 2016-2018 |
| MCC Tigers                  | Estados Unidos | 2018-2020 |
| Lakeland Tropics (Préstamo) | Estados Unidos | 2019      |
| UTRGV Vaqueros              | Estados Unidos | 2020-2021 |
| CD Arnedo                   | España         | 2021-2023 |
| Penya Encarnada             | Andorra        | 2023      |
| FC Ordino                   | Andorra        | 2023-2024 |
| Penya Encarnada             | Andorra        | 2024      |